# ديون السرقوسي

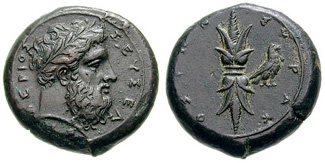

ديون السّرقوسيّ (باليونانية: Δίων ὁ Συρακόσιος، عاش 408-354 ق.م) هو طاغية من سرقوسة في جزيرة صقلية وهو ابن هيبارينوس وصهر ديونيسيوس الأول حاكم سرقوسة من سنة 357 حتى سنة 354. وهو أحد تلامذة أفلاطون. غدا أكثر مستشاري ووزراء ديونيسيوس ثقةً، إلَّا أن ثروته الطائلة واعتقاده بالأفلاطونية وطموحه كانت قد أثارت شكوك ابن ديونيسيوس الأول وخليفته ديونيسيوس الثاني. وأدت رسالة طائشة بعثها ديون إلى القراطجة إلى نفيه فاستقر في أثينا وظل يعيش فيها حياة راغدة حتى قطع ديونيسيوس الثاني عنه مدخوله وجرّده من أملاكه. نزل في صقلية سنة 357 ق.م ونجح في غزو سرقوسة عدا قلعتها. ولكن سرعان ما دخلَ في شجار مع الزعيم المتطرف هيراكليدس ونُفي مجدّداً. ودُعِي إلى العودة من جديد سنة 355 ق.م ليصبحَ سيد المدينة بأكملها ولكن سرعان ما نفر أهل سرقوسة منه لاستبداده بالحكم ومطالبه المالية التي أثقلت شعبها حتى انفض عنه مناصروه واغتيل على يد زاكينثوسيين في داره. تسببت محاولات ديون لتحرير صقلية بالفوضى السياسية والاجتماعية على الجزيرة طيلة العشرين سنة التالية تقريباً.

## العائلة
هو ابن رجل الدولة السرقوسي هيبارينوس الذي خدم مع ديونيسيوس الأول في الجيش السرقوسي. وكان لهيبارينوس ابن آخر يدعى ميغاكلس وابنة اسمها أريستوماخي. تزوجت أريستوماخي من ديونيسيوس الأول الذي تزوج أيضاً من دوريس اللوكريسية في ذات الوقت. ورغم أن شقيقة ديون حظيت بشعبية بين السراقسة، إلَّا أن دوريس هي من أنجبت ديونيسيوس الثاني الذي سيخلف أباه ديونيسيوس الأول فيما بعد.
أنجبت أريستوماخي أربعة أولاد ومنهم «سوفروسيني» التي تزوجت ديونيسيوس الثاني، و«إيرتي» التي تزوجت ديون وأنجبوا ابناً سُمي هيبارينوس (على اسم جده).

## مستشاراً لديونيسيوس الأول
كان ديون موضع ثقة ديونيسيوس الأول ومستشاره واُستعين به في أهم المهام الدبلوماسية. برع ديون في إدارة السفارات التي تعاملت مع قرطاج. وكان ديونيسيوس الأول راضياً للغاية إزاء الدور الذي لعبه ديون كمستشار له حتى سمح له في نهاية الأمر أن يسحب الأموال من خزانة الدولة شريطة أن يُوصل له الخبر يومياً حين يقوم بذلك. بيد أن ديون أثرى نفسه ثراءً فاحشاً رغم هذا الشرط الموضوع حتى أصبحت داره مفروشةً إلى حدٍ بَهيّ. ومع ذلك لم يتوانى ديون عن انتقاد ديونيسيوس الأول بين الفينة والأخرى.
برع ديون منذ ريعان شبابه بالنشاطات الفكرية ولا سيما الفلسفة منها. ألتقى ديون بأفلاطون للمرة الأولى سنة 387 ق.م حينما قبِلَ الفيلسوف دعوة وجهها له ديونيسيوس الأول لزيارة سرقوسة إبَّان زيارته لتارانتو في جنوب إيطاليا. وكان ديون في حقيقة الأمر هو من أثار هذه الدعوة. ألتحق ديون بمدرسة أفلاطون الفلسفية وبرز من بين تلامذته.
بذل ديون ما استطاع من جهود لغرس الثوابت الأفلاطونية في ذهن ديونيسيوس الأول حتى أنه جمع أفلاطون مع الحاكم المستبد في إحدى المرات. ولكن شعرَ ديونيسيوس الأول بالإهانة من أفلاطون حين أبدى الأخير رأيه بالحكام المستبدين، وهو ما انتهى بشجار أمر ديونيسيوس الأول بعدها باغتيال الفيلسوف الذي استطاع اللواذ بالفرار. وأنتهى به الأمر أن بيع كعبد أثيني في أجانيطس. ورغم ما حصل من خلاف حول أفلاطون فلم تتأثر علاقة ديون الوطيدة بديونيسيوس الأول واستمرت على طبيعتها كما كانت في السابق.
كان ديونيسيوس الأول على فراش الموت حين حاول ديون إثارة موضوع خلافته معه راجياً أن يسلم سدة حكم سرقوسة إليه أو لعائلته، إلَّا أن محاولات ديون للتأثير على قرار ديونيسيوس الأول باءت بالفشل الذريع بعدما دعم أطباء الحاكم المحتضر خلافة ابنه ديونيسيوس الثاني الذي كان أصغر سناً من ديون. تعمد ديونيسيوس الثاني تسميم أباه قبل أن ينطق بكلمة أخرى حين بلغت مسامعه محاولات ديون هذه.

## ديون وديونيسيوس الثاني
خشي ديونيسيوس الأول أن يقدم أحد ما على الإطاحة به غدراً. ولهذا فقد عزل ابنه ديونيسيوس الثاني داخل الأكروبول السرقوسي فافتقر خلال نشأته قوة الشخصية أو المعرفة والقدرات والمهارات السياسية التي ينبغي على القادة المستقبليين الامتثال والتحلي به، ومع ذلك فقد خلفَ ديونيسيوس الثاني أباه حين توفي الأخير سنة 367 ق.م. لُقِّنَ ديونيسيوس الثاني في شبابه الممارسات الليبرتينية. كان كورنيليوس نيبوس يرى أن شخصية ديونيسيوس الثاني لم تكن قوية مثل أباه وأنه ركَّز أنظاره كثيراً على المستشارين عَدِيمي الضَّمِير الذين رغبوا بتجريد ديون من المصداقية.
وحين خلفَ أباه طاغيةً على سرقوسة تألَّف البلاط بأكمله من شُبّان غَير مُقيَّدين بمبادئ فلم ينخرطوا أو يؤدوا مهامهم السياسية على الإطلاق. وهكذا بدأت مؤسسات الدولة بالتداعي والانهيار. استطاع ديون الذي كان محنكاً في شؤون السياسية أن يحكم الدولة المدينة عملياً. وسرعان ما أضحى أهل سرقوسة يرون أن ديون هو الوحيد الذي قد يستطيع إنقاذ المدينة.
اقترح ديون في بلاط ديونيسيوس الثاني الرد على التهديد المتواصل من قرطاج حيث عرض السفر إلى قرطاج سعياً لإيجاد حل دبلوماسي أو عسكرياً عبر تجهيز سرقوسة بخمسين ثلاثية مجاديف جديدة من ماله الخاص لقتال القراطجة. ورغم ترحيب ديونيسيوس الثاني بهذين المقترحين، إلَّا أن حاشيته استاءت من تدخلات ديون، ولمَّحوا إلى ديونيسيوس الثاني أن ديون كان يحاول الإطاحة به حتى يحصل خط عائلة أخته أريستوماخي على الحكم.
ارتأى ديون أن تعليم وتأهيل ديونيسيوس الثاني كان أفضل سبيل لحل مشاكل الدولة. وبدأ ديون بتعليمه المبادئ الفلسفية وأهمية الحكم الرشيد مستخدماً خبرته الفلسفية بهدف جعله حاكماً حكيماً. وبالفعل فقد أثارت هذه الدروس اهتمام ديونيسيوس الثاني حتى وجِّهت الدعوة إلى أفلاطون للقدوم إلى سرقوسة مجدداً، ولكن التجربة انتهت بالفشل رغم بدايتها الواعدة، ورافق هذا الفشل تزايداً في نفوذ وتأثير خصوم ديون على الطاغية، وما أدى إلى دعوة الفيلسوف فيليستوس للعودة من جديد بعدما كان ديونيسيوس الأكبر قد نفاه في السابق. وقاد فيليستوس المعارضة لديون.
بدأ ديون بإحاكة مؤامرة للإطاحة بديونيسيوس الثاني مع الجنرالين أراكليدس وثيودوتس على ضوء المعارضة المتصاعدة التي لاقاها لخططه. واتفق الثلاثة على الانتظار أملاً بحدوث إصلاح سياسي، ووضعوا على الطاولة خيار تنحية الطاغية عن الحكم في حال عدم تحقق ذلك. واتفق ديون مع أراكليدس في نهاية المطاف على إقامة حكم ديمقراطي كامل، ولكن أراكليدس لم يحبذ هذا الشكل من الحكم بسبب خلفيته الأرستقراطية.
ومع ذلك لاقى أفلاطون ترحيباً وحماسة حارة حين وصل إلى سرقوسة. ويُقال أن الحديث الذي دار بين أفلاطون وديونيسيوس الثاني أدى إلى تحولات كبيرة في آراء وتصرفات الطاغية الذي أضحى أكثر حضوراً في البديهة والفطنة، أمَّا أعضاء بلاطه فظلوا على حالهم وبقيوا يبدون ما يحلوا لهم سلوكيات ليبرتينية إباحية دون قيود. وأعقب هذا أن قال ديونيسيوس الثاني خلال طقس قربان تقليدي أنه لا يرغب أن يكون طاغية بعد الآن.

## النفي
تنبه فيليستوس ومناصروه حيال ما عبَّر عنه ديونيسيوس الثاني من عدم رغبته في أن يحكم كطاغية بعد الآن فضغطوا عليه وعارضوا ديون بشدة. وأصروا عليه بأن ديون كان أكبر الماكرين وأنه ينوي السيطرة على الدولة لأجل أبناء أخته. وهكذا صدَّق ديونيسيوس الثاني ما قالوه فبدأ باتباع نهجٍ عدواني تجاه ديون.
ووصل الوضع إلى نقطة التأزم حين اعترض ديونيسيوس الثاني وفيليستوس رسالةً بعثها ديون إلى القراطجة. أوصى ديون في هذه الرسالة أن يستشاره القراطجة فيما يخص عقد اتفاق سلام حيث أبدى استعداده للوفاء بجميع مطالب سرقوسة لهم. لجأ ديونيسيوس الثاني إلى التظاهر بالصداقة والتقرب من ديون مجدداً خوفاً من مؤامرة قد يحيكها ديون ومناصريه مع قرطاج. ومع خروج الاثنان على شاطئ البحر للتنزه، أخرج الطاغية الرسالة التي تُدين ديون وأظهرها إليه، ومن ثم سارع إلى نفيه فوراً دون أن يتيح له فرصة الدفاع عن نفسه. وهكذا انتهى الأمر بديون ليستقر في أثينا.
اُحتجز أفلاطون داخل الأكروبول إلَّا أنه نال معاملةً حسنة بصفته ضيفاً هاماً ولكي لا يسير على خطا ديون، ولكن أوعز ديونيسيوس الثاني له بمغادرة سرقوسة حين عادت الحرب لتندلع مع قرطاج مجدداً، ووعدَ أفلاطون أنه سيسمح لديون بالعودة في الصيف المقبل.
وازدادت بفضل هذه الأحداث التكهنات بين أهل البلاد بأن أريستوماخي التي حظيت بشعبية كبيرة ستحاول الاستيلاء على السلطة. أدرك ديونيسيوس الثاني هذه المشاعر السائدة وحاول معالجة الوضع. وأوضح أمام الملأ أن ديون كان في أثينا بشكل مؤقت حتى لا يثير بعض ردود الفعل العنيفة ضده. وظلت ممتلكات ديون بسرقوسة في حوزته فبقي يحصل على مدخوله كما في السابق، وحتى أن ديونيسيوس الثاني سلَّم سفينتين إلى أقارب ديون ليرسلوا فيها مقتنياته إلى أثينا.
وبالتَّالي فقد عاش ديون بين أعضاء الطبقة العليا من المجتمع الأثيني وأقام مع الشريف الأرستقراطي الأثيني كاليبوس السرقوسي الذي تعرف عليه ديون خلال احتفالات أسرار اليوسيس. كما اشترى داراً ريفياً حتى يمضي وقت فراغه فيه. وكان إسبوزيبوس أقرب صديق له.
أجَّلَ ديونيسيوس الثاني عودة ديون إلى أن انتهت الحرب مع قرطاج. وكان ديونيسيوس الثاني قد أوصى أفلاطون بأن لا يقدم ديون على انتقاد النظام السرقوسي علانيةً. وبالفعل، ألتزم ديون بذلك حيث بقي في أكاديمية أثينا وانخرط في دراسة الفلسفة.
بدأ ديون فيما بعد بالسفر والتنقل عبر اليونان وقابل العديد من رجال الدولة المحليين. وعُدّ ديون في عداد المشاهير واستقبلته الكثير من المدن الإغريقية بالترحيب. فمثلاً منحه الأسبارطيون صفة المواطنة رغم أن الدولة المدينة كانت في حالة حرب مع ثيفا المتحالفة مع ديونيسيوس الثاني.

## التمرد
قرر ديونيسيوس الثاني في في نهاية الأمر الاستيلاء على جميع ممتلكات ديون في سرقوسة ومنع التَّصرّفَ في عائداتها. وأراد الطاغية تحسين صورته فقام بإجبار أفلاطون على زيارته في سرقوسة من خلال لجوءه للغة التهديد والوعيد التي وجَّهها إلى ديون. رجعَ أفلاطون إلى سرقوسة ولكنه سرعان ما دخل معه في جدالٍ حاد حول مصير ديون. ومكث الفيلسوف في السجن حتى تواسطت السفارة الأثينية له في خروجه. وأثناء غضبه باع ديونيسيوس الثاني أحد أملاك ديون محتفظاً بالأرباح، وأجبر زوجة ديون وابنة أخته إيرتي على الزواج من مستشاره المقرَّب تيموكراتس.
ورداً على ذلك، سعى ديون إلى إشعال تمرد على ديونيسيوس الثاني ومناصريه، وكانت نصيحة أصدقاءه المقربين إليه أن ما عليه كان إلَّا الوصول إلى سرقوسة دون الحاجة إلى أصحاب أي سلاح أو جنود معه فمن المتوقع برأيهم أن ينضم الشعب إلى تمرد ديون بحماسة.